# Роні (футболіст, 1987)
Роні Вісновескі Турола або просто Роні (порт.-браз. Roni Visnoveski Turola / Roni / пол. Roni Visnoveski Turola / Roni; нар. 7 липня 1987, Ботукату, Сан-Паулу, Бразилія) — бразильський футболіст польського походження, виступав на позиції воротаря.

## Життєпис
Народився в місті Ботукату, Сан-Паулу. Вихованець «Сантуса». У 2007 році переведений до першої команди. У тому ж році провів 1 поєдинок у бразильській Серії А. З 2008 по 2009 рік перебував в оренді в «Уберабі», але не за команду не провів жодного офіційного матчу. В аналогічній ситуації перебував з 2010 по 2011 рік, коли перебував в заявці клубу «Ред Булл Бразіл». У 2011 році приєднався до «Вело», у складі якого наступного сезону провів 5 поєдинків у Лізі Паранаенсе. У 2013 році підсилив «Пенаполенсе», де також здебільшого грав у Лізі Паранаенсе. У бразильській Серії D дебютував за вище вказаний клуб 10 серпня 2013 року в переможному (2:0) домашньому поєдинку 8-го туру проти «Марсіліу Діаша». Роні вийшов на поле в стартовому складі та відіграв увесь матч. Загалом у сезоні 2013 року провів 2 поєдиник в Серії D. Потім виступав у Лізі Паранаенсе за «Атібаю» та «Нороесте». Наприкінці грудня 2016 року вільним агентом приєднався до «Уберландію». Виступав у Лізі Мінейро та бразильській Серії D. Наприкінці кар'єри захищав кольори «Ріу-Прету» та, знову, «Уберландії». Наприкінці лютого 2020 року завершив футбольну кар'єру.